# لفکادا
لفکادا(به یونانی: Λευκάδα) که گاهی نیز لوکاس یا لوکادیا نیز نامیده می‌شود، جزیره‌ای یونانی واقع در شرق دریای یونان است.

## آب و هوا
آب و هوای این جزیره کاملاً مدیترانه‌ای با تابستان‌های گرم و زمستان‌های سرد است.

## تقسیم‌بندی منطقه‌ای

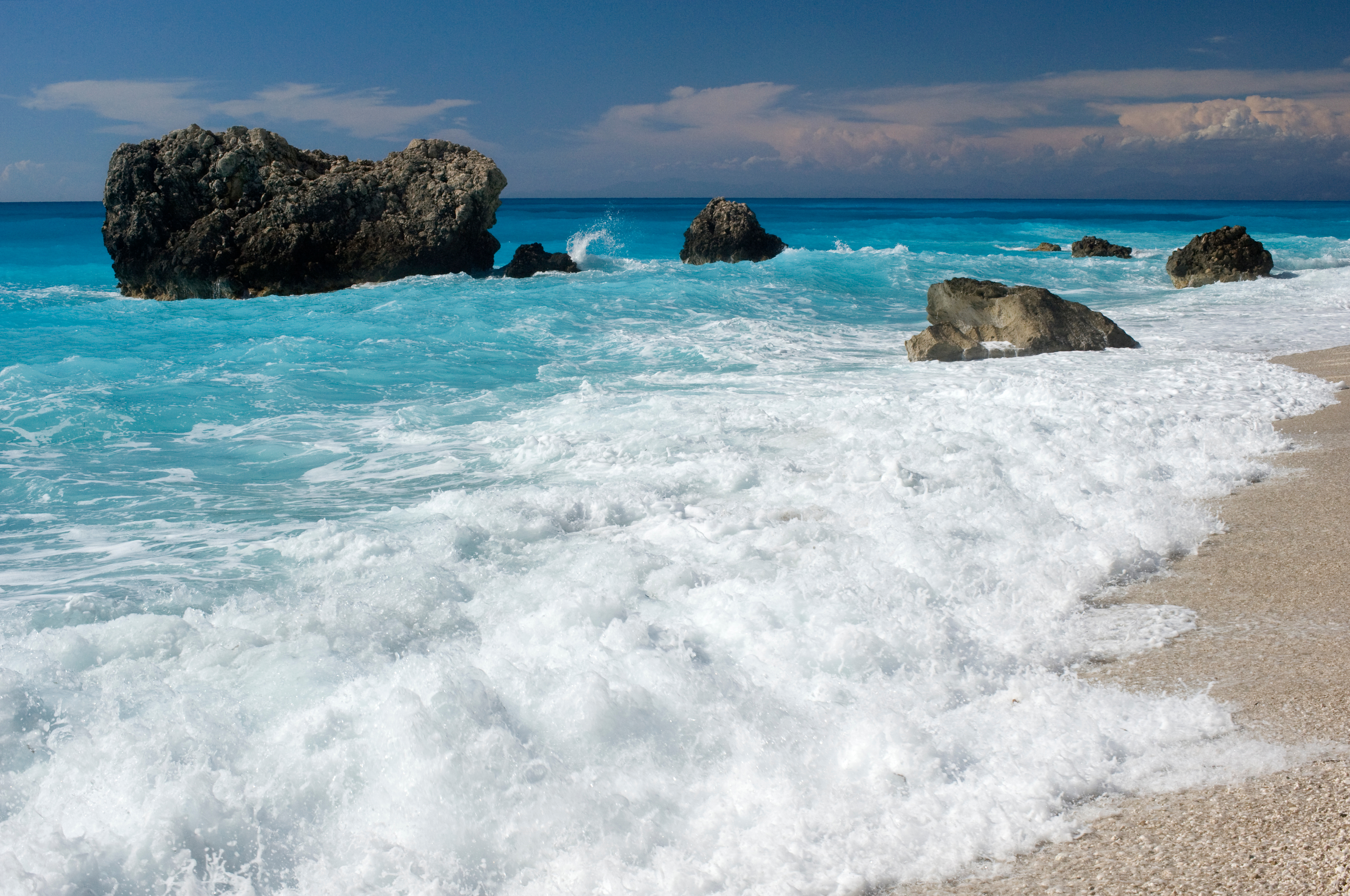
ساحل کالامیتسی

این جزیره با وسعت ۳۰۳ کیلومتر مربع چهاردهمین جزیره پهناور کشور یونان به‌شمار می‌آید. جمعیت این شهرستان در سرشماری سال ۲۰۱۱ میلادی ۲۲٬۶۵۲ نفر بود. این جزیره که یکی از شهرستان‌های استان جزایر ایونی است شامل ۷ بخش است:
- آپولونیوی
- الومنوس
- کالاموس
- کاریا
- کاستوس
- لفکادا
- سفاکیتس

در مجموع این جزیره شامل دو جزیره متصل به هم، یک جزیره بزرگتر به نام لفکادا، و دو جزیره کوچکتر به نام کاستوس و کالاموس است.

## نگارخانه

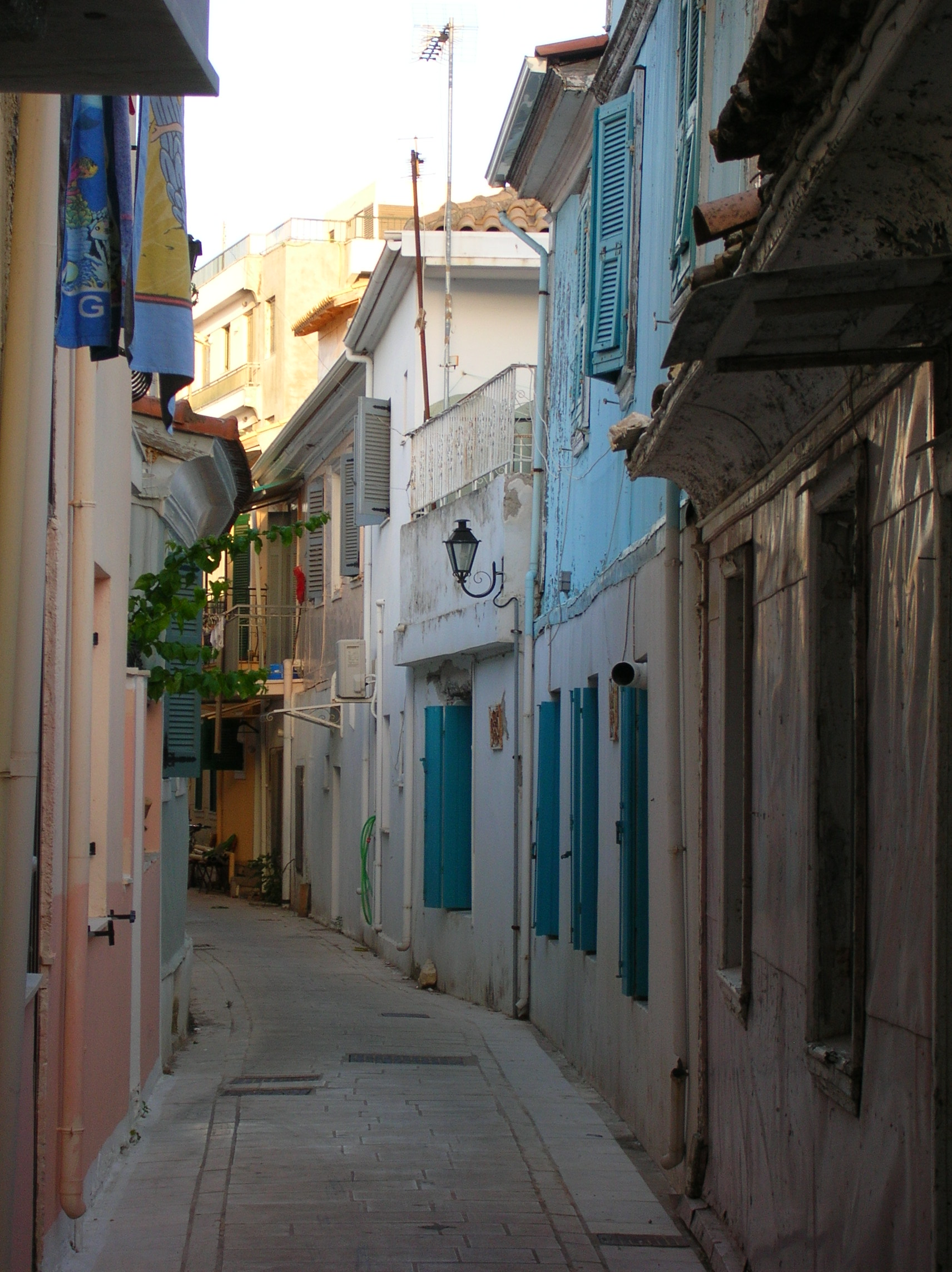
شکل سنتی خیابان‌های لفکادا
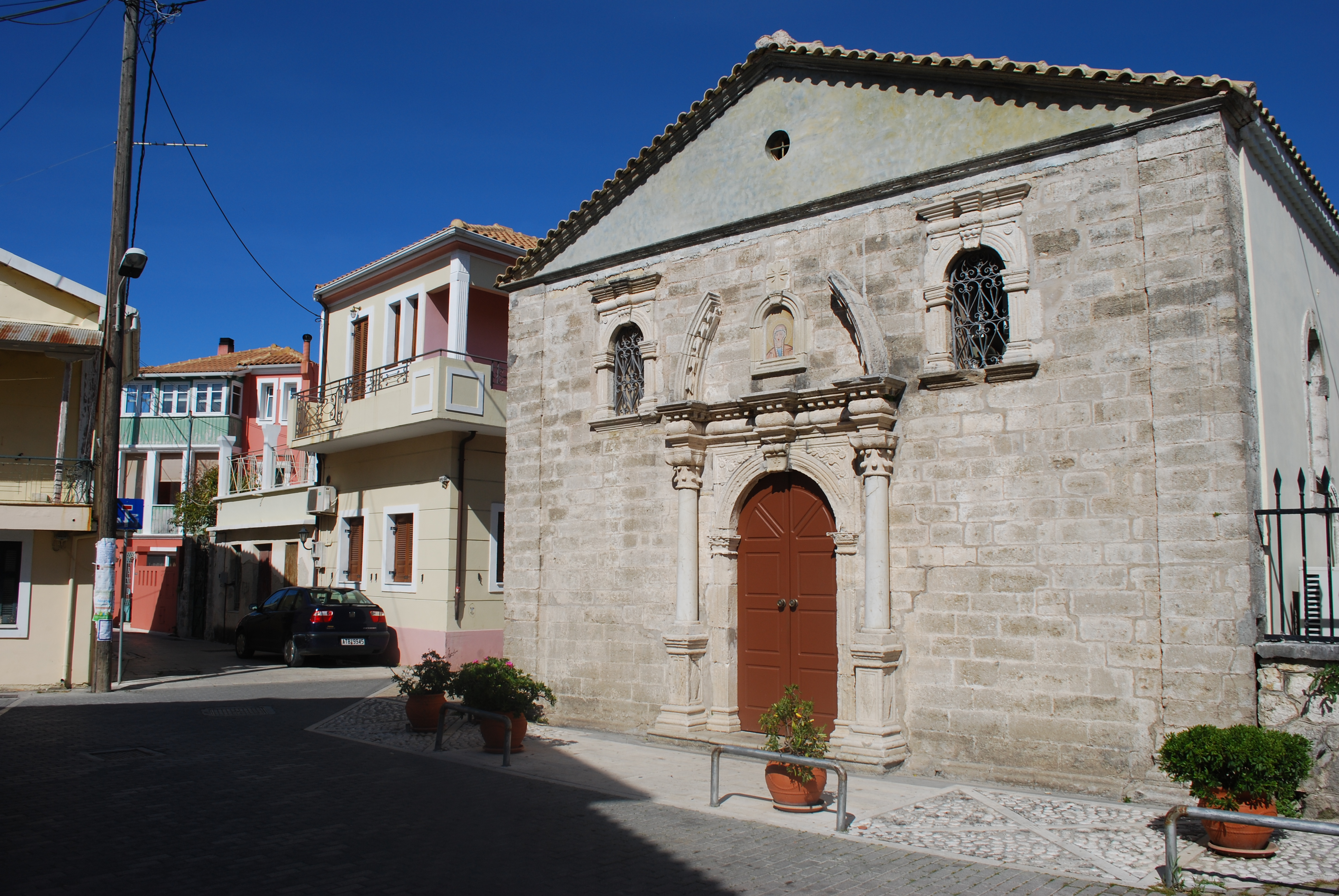
پانگاریا تون زنون، شهر لفکادا
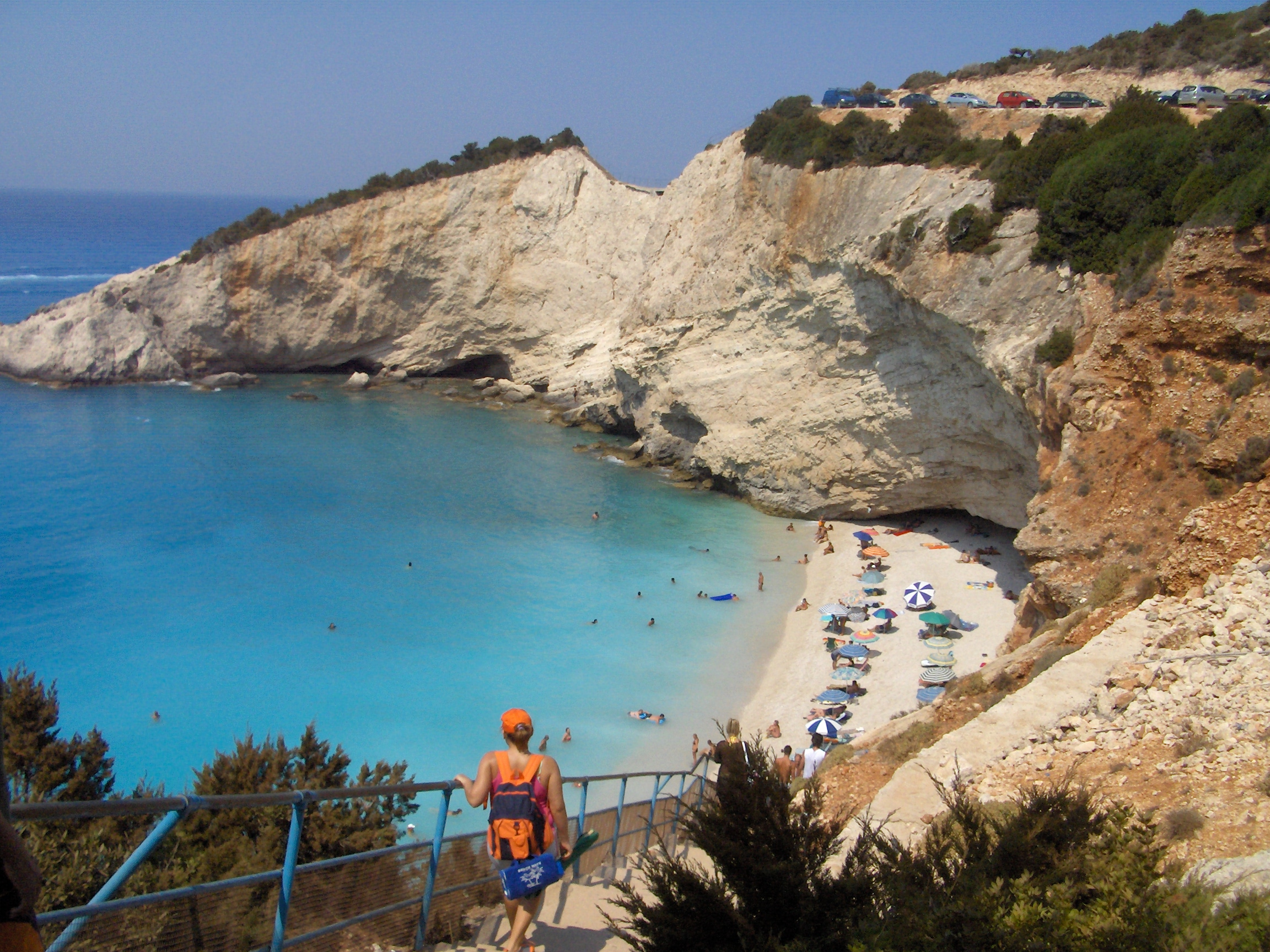
ساحل پورتو کاتسیکی
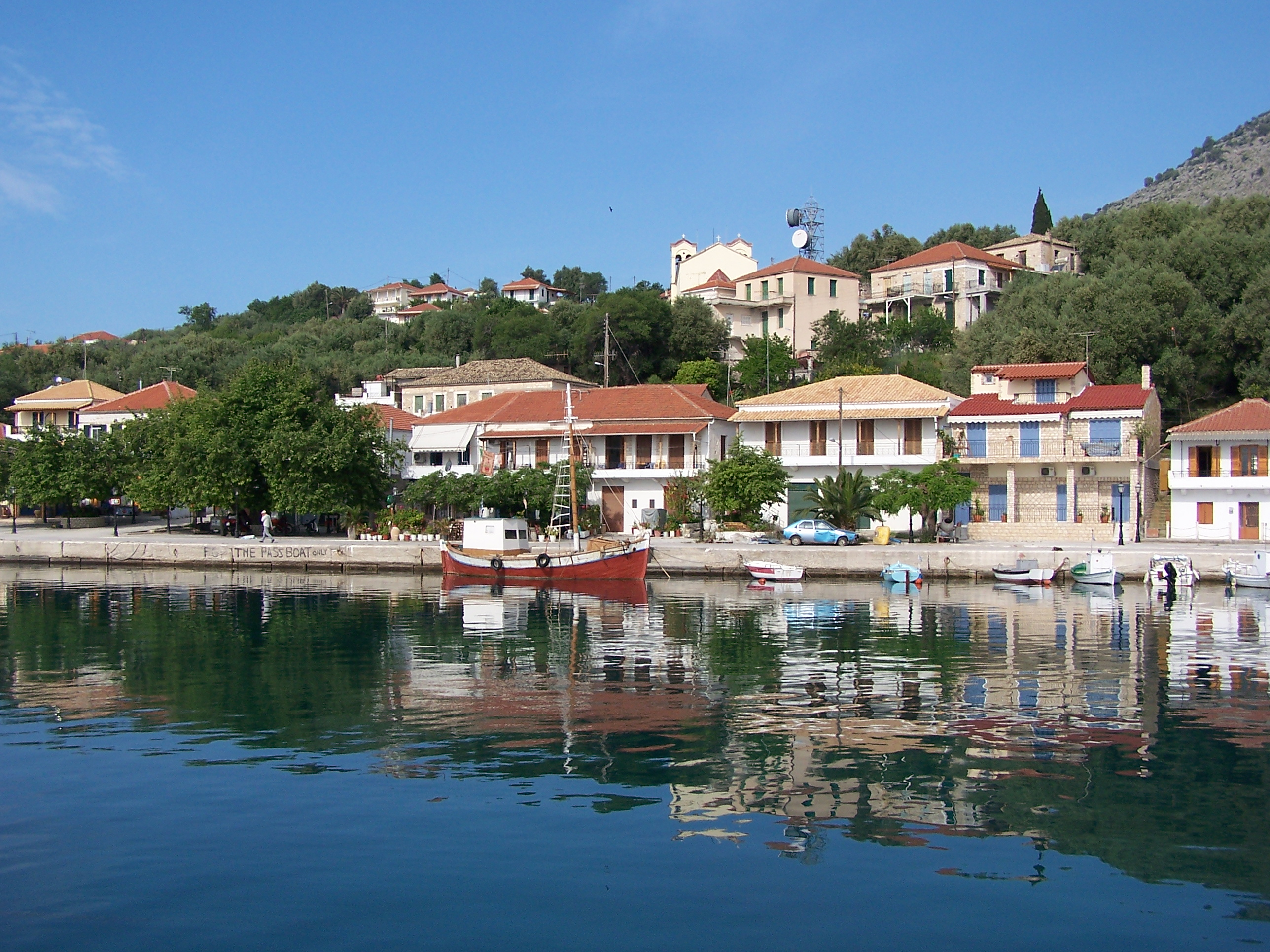
دهکده کالاموس
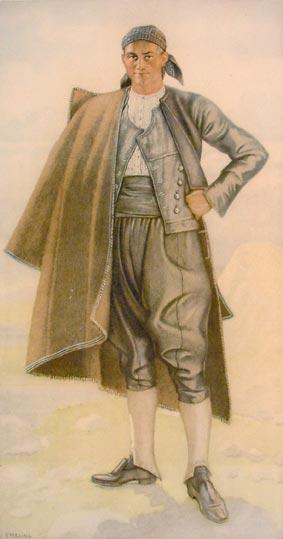
لباس‌های سنتی